# Кабардино-Балкарская автономная область
Кабардино-Балкарская автономная область — административно-территориальная единица в РСФСР, существовавшая в 1922—1936 годах. Административный центр — город Нальчик. В 1936 году преобразована в Кабардино-Балкарскую АССР.

## История
Кабардино-Балкарская АО образована 16 января 1922 года путём объединения Кабардинской АО и Балкарского округа Горской АССР.
С 16 октября 1924 года Кабардино-Балкарская автономная область в составе Северо-Кавказского края.
5 декабря 1936 года Кабардино-Балкарская АО была преобразована в Кабардино-Балкарскую АССР и выведена из состава Северо-Кавказского края.

## Административное деление
Первоначально АО делилась на 5 округов: Баксанский, Балкарский, Нальчикский, Урванский, Малокабардинский. В 1924 образованы Нагорный и Прималкинский округа, а ещё через год Казачий округ (просуществовал до 1928 года). 30 сентября 1931 года все округа области преобразованы в районы. В 1935 был упразднён Балкарский район, образованы Курпский, Чегемский, Черекский и Эльбрусский районы, а Малокабардинский район переименован в Терский.
По состоянию на 28 января 1935 года в состав области входили 1 город областного подчинения:
- Нальчик

и 10 районов:
1. Баксанский — с. Баксан
2. Курпский — с. Гнаденбург
3. Нагорный — г. Пятигорск (не входил в состав района)
4. Нальчикский — г. Нальчик
5. Прималкинский — ст-ца. Прохладная
6. Терский — с. Терек
7. Урванский — с. Старый Черек
8. Чегемский — с. Нижний Чегем
9. Черекский — с. Кашхатау
10. Эльбрусский — с. Гунделен

## Население
По результатам всесоюзной переписи населения 1926 года население области составляло 204 006 чел.
Национальный состав населения распределялся следующим образом:
| Национальность | Население, чел. | Доля в общем населении, % |
| -------------- | --------------- | ------------------------- |
| Кабардинцы     | 122 402         | 60,0                      |
| Балкарцы       | 33 197          | 16,3                      |
| Украинцы       | 17 213          | 8,4                       |
| Русские        | 15 344          | 7,5                       |
| Осетины        | 4 078           | 2,0                       |
| Кумыки         | 3 505           | 1,7                       |
| Немцы          | 2 674           | 1,3                       |
| Евреи          | 1 473           | 0,7                       |

Национальный состав по годам:
| Национальность     | Население на 1.1.1927, тыс. чел. | Население на 1.1.1928, тыс. чел. | Население на 1.1.1929, тыс. чел. | Население на 1.1.1930, тыс. чел. | Население на 1.1.1931, тыс. чел. | Население на 1.1.1932, тыс. чел. | Население на 1.1.1933, тыс. чел. | Население на 1.1.1934, тыс. чел. | Население на 1.1.1936, тыс. чел. |
| ------------------ | -------------------------------- | -------------------------------- | -------------------------------- | -------------------------------- | -------------------------------- | -------------------------------- | -------------------------------- | -------------------------------- | -------------------------------- |
| Кабардинцы         | 122,4                            | 125                              | 128,4                            | 132                              | 135,7                            | 139,5                            | 143,5                            | 147,6                            | 150                              |
| Балкарцы           | 33,2                             | 33,8                             | 34,4                             | 35                               | 35,6                             | 36,4                             | 37,1                             | 37,8                             | 41,7                             |
| Русские и Украинцы | 33,3                             | 34,4                             | 34,5                             | 35,6                             | 43,9                             | 47,7                             | 74,3                             | 77,4                             | 107,2                            |
| Евреи              | 1,9                              | 1,9                              | 2                                | 2                                | 2,1                              | 2,1                              | 2,2                              | 2,3                              | 8,1                              |
| Осетины            | 4,1                              | 4,2                              | 4,3                              | 4,4                              | 4,5                              | 4,7                              | 4,8                              | 4,9                              | 4,1                              |
| Кумыки             | 3,5                              | 3,5                              | 3,5                              | 3,6                              | 3,6                              | 3,6                              | 3,7                              | 3,8                              | 3,2                              |
| Немцы              | 2,7                              | 2,8                              | 2,8                              | 2,9                              | 3,2                              | 3,5                              | 4                                | 4,1                              | 4,3                              |
| Прочие             | 2,9                              | 2,9                              | 3                                | 3                                | 3,1                              | 3,2                              | 3,2                              | 3,3                              | 3,2                              |
| Итого              | 204                              | 208,5                            | 212,9                            | 218,5                            | 231,7                            | 240,7                            | 272,8                            | 281,2                            | 316,9                            |

## Награды
- Орден Ленина (3 января 1934 года)[6]